# Bronisław Kunicki
Bronisław Kunicki (ur. 8 marca 1933 w Skarżysku-Kamiennej, zm. 9 lipca 2020 w Gliwicach) – inżynier mechanik, czołowy polski alpinista lat 50. XX wieku.
Działał w Klubie Wysokogórskim w Gliwicach, w latach 1961-1969 był jego prezesem. Najważniejsze osiągnięcia:
- zimowe wejście na Niżnie Rysy zachodnią grzędą (w zespole 4-osobowym)
- wielodniowa, zespołowa wspinaczka południowym filarem Dych-Tau (5198 m n.p.m.) w Kaukazie w 1959
- kierownik obozów wspinaczkowych w górach Riła w Bułgarii na początku lat 60.

Mieszkał w Czechowicach koło Gliwic.